# Coro Infantil de Santo Amaro de Oeiras
Fundado a 10 de Dezembro de 1976, o Coro Infantil de Santo Amaro de Oeiras iniciou a sua actividade com um grupo de 17 crianças. Nasceu no seio do Coro de Santo Amaro de Oeiras, tendo sido o fundador de ambos o Maestro César Batalha.
Rapidamente ascendeu a um lugar cimeiro na música coral infantil no nosso País, tendo sido pioneiro, abrindo caminho a muitos outros agrupamentos congéneres que se foram criando em Portugal Continental e Regiões Autónomas.
Em 1978 gravou o seu primeiro LP - Uma Dúzia de Canções - que depressa alcançou êxito,não só pela beleza simples e infantil dos seus trechos como também pela interpretação do Coro.
Em 1979 foi apresentado pela primeira vez a todo o país através da primeira Gala Internacional dos Pequenos Cantores da Figueira da Foz. A canção Eu vi um sapo, da autoria de César Batalha (música) e Lúcia Carvalho (letra) recebeu o prémio de melhor letra.
Essa mesma canção viria a ser escolhida para representar Portugal no Sequim de Ouro em Bolonha, festival da canção infantil a favor da UNICEF e ganhando o Sequim de Ouro e o Sequim de Prata.
O trecho "A todos um Bom Natal", dos mesmos autores, foi gravado e difundido pelo Coro Infantil de Santo Amaro de Oeiras, figurando entre os clássicos natalícios portugueses.
Desde sempre tem tido uma continuada intervenção no Natal dos Hospitais e na campanha Pirilampo Mágico, que pôde contar com a colaboração do Coro desde o seu início, e ainda no programa "Mosaique" para a Europa e Canadá, bem como a gravação de "Vozes Infantis de Todo O Mundo" da Televisão Holandesa.
O contributo do Coro tem sido solicitado para as gravações de muitos cantores profissionais, nomeadamente: Mara Abrantes, Frei Hermano da Câmara, Suzy Paula, Samuel, Trovante, Michael Jackson (em espectáculo), etc.
Este Coro tem dado continuamente o seu contributo para diversas campanhas de carácter humanitário ou social, entre elas: Prevenção Rodoviária "Vamos e Vivos", Festa do Trânsito, Cartões UNICEF, "Jogos do Atlântico" (cujo "Hino Vou entrar nesta festa", composto pelo Maestro César Batalha é intrepertado pelo Coro), etc.
O repertório do Coro é, musicalmente, da autoria de César Batalha e os poemas de alguns dos mais representativos poetas que dedicaram alguma da sua inspiração a temas infantis: Miguel Torga, Maria Alberta Menéres, Vinícius de Morais, Cecília Meireles, Afonso Lopes Vieira, Fernando Pessoa e ainda Rosa Colaço, Raquel Delgado, Nuno Gomes dos Santos e Lúcia Carvalho.
Pugna o Coro Infantil de Santo Amaro de Oeiras por uma imagem digna, procurando conseguir o melhor, tanto artística como humanamente, tendo por isso criado amigos e admiradores nos locais onde actua. No seu aspecto formativo pretende o Coro evitar o vedetismo, fomentando nos seus elementos a simplicidade e o espírito de grupo.
O Coro funciona com uma direcção composta por pessoas que lhe dedicam gratuitamente algum do seu tempo livre. Dela fazem para o seu director artístico, Maestro César Batalha e uma directora administrativa que vem contando com o apoio desinteressado e amigo de variadíssimas pessoas, a maior parte das vezes, mães de coralistas.
O seu primeiro local de ensaios foi-lhe graciosamente cedido pelos Bombeiros Voluntários de Oeiras. Em 1987 a sua actividade passou para o antigo Oeiras-Cine, facultado pela Câmara Municipal de Oeiras. Desde 1990 o seu trabalho tem vindo a desenvolver-se na sede do Coro de Santo Amaro de Oeiras, no Complexo Comercial Alto da Barra, cedida igualmente pela Câmara Municipal de Oeiras.

## Discografia
| Ano  | Nome                                                                | Tipo           |
| ---- | ------------------------------------------------------------------- | -------------- |
| 1978 | "Uma Dúzia de Canções"                                              | LP             |
| 1980 | "Eu Vi um Sapo"                                                     | Single         |
| 1980 | "A Todos um Bom Natal/Menino Jesus"                                 | Single         |
| 1981 | "A Todos um Bom Natal"                                              | LP             |
| 1981 | "Super-Boy/Cigana"                                                  | Single         |
| 1982 | "Venha Cantar Connosco" (Participação)                              | LP             |
| 1982 | "Minha Escola, Meu Lugar"                                           | Single         |
| 1982 | "Boneca/Quanto Custa?"                                              | Single         |
| 1983 | "Páscoa Feliz/O Sanctissima"                                        | Single         |
| 1983 | "Um Feliz Natal"                                                    | LP             |
| 1994 | "Filhos da Madrugada" (Participação) - Tema:"Grândola, Vila Morena" | CD             |
| 1995 | "Oeiras/Cantando" (Participação)                                    | CD             |
| 1996 | "Já é Natal!" (Participação)                                        | CD             |
| 1997 | "A Tabuada do Tonecas" (com Luis Alcobia)                           | CD             |
| 1997 | "Notas Amigas"                                                      | CD             |
| 2001 | "A Todos um Bom Natal"                                              | CD (reposição) |
| 2005 | "Carochina (Ópera)"                                                 | CD             |
| 2005 | "Um Mar de Sons" (Participação)                                     | CD             |
| 2006 | "Coro de Santo Amaro de Oeiras 45 ANOS" (Participação)              | DVD            |